# Kiss and Make Up
"Kiss and Make Up" é uma canção da cantora inglesa Dua Lipa e do grupo feminino sul-coreano Blackpink, lançada em 19 de outubro de 2018 pela gravadora Warner Bros. Records como um dos singles da reedição do primeiro álbum de estúdio de Lipa, Dua Lipa: Complete Edition (2018). A faixa chegou no 36º lugar no UK Singles Chart, fazendo o Blackpink ser o primeiro grupo sul-coreano feminino a alcançar o Top 40 no chart.

## Antecedentes
"Kiss and Make Up" foi anunciado por Lipa através de seu Twitter em 4 de setembro de 2018, juntamente com o anúncio da reedição de seu álbum de estréia com três novas músicas, incluindo esta com "Want To" e "Running", além de inserir as colaborações recentes da cantora com Calvin Harris, Silk City, Sean Paul e Martin Garrix. A canção foi escrita pela cantora em conjunto com Mathieu Jomphe-Lepine, Chelcee Grimes, Marc Vincent, Teddy Park e o duo Banx & Ranx (Zacharie Raymond e Yannick Rastogi), que se encarregaram na produção da faixa.

## Composição
"Kiss and Make Up" é uma canção influenciada pelo dance-pop com ritmos do k-pop, com duração de três minutos e nove segundos. Liricamente, Lipa e as meninas do Blackpink descrevem um relacionamento preste a acabar e desejam uma última chance.

## Faixas e formatos
| Download digital |                                    |         |  |
| N.º              | Título                             | Duração |  |
| 1.               | "Kiss and Make Up" (com Blackpink) | 3:09    |  |

## Créditos
Todo o processo de elaboração de "Kiss and Make Up" atribui os seguintes créditos:

#### Gravação e publicação
- Gravada em Rollover Studio (Reino Unido)
- Mixada em The Hamilton (Cheam, Inglaterra)
- Masterizada em Sterling Sound (Nova Iorque)

#### Produção
- Dua Lipa; composição, vocalista principal
- Blackpink; vocais
- Banx & Ranx (Yannick Rastogi e Zacharie Raymond); produção, composição
- Mathieu Jomphe-Lepine; composição
- Marc Vincent; composição
- Jamie Snell; mixagem
- Yong In Choi; engenharia
- Chelcee Grimes; composição, vocais de apoio
- Chris Gehringer; engenharia de masterização